# Аубакирова, Жания Яхияевна
Жания́ Яхия́евна Аубаки́рова (19 апреля 1957, Алма-Ата, Казахская ССР, СССР) — казахская пианистка, музыкальный педагог, профессор и бывший многолетний Ректор Казахской национальной консерватории (1997 — 2018).
Народная артистка Казахская ССР (1991). Лауреат Государственной премии РК в области литературы и искусства (2002). Лауреат Государственной премии мира и прогресса Первого Президента Республики Казахстан — Лидера нации (2012).

## Биография
Отец — Яхия Аубакиров (1925—2008), академик HAH PK, экономист. Происходит из подрода Коянчи-Тагай рода Каракесек племени Аргын.
Сестра — Жанар Аубакирова, зав. кафедрой теоретической и прикладной экономики КазНПУ имени Абая, доктор экономических наук, профессор
Окончила Московскую государственную консерваторию им. П. И. Чайковского (1979) и в 1981 г. аспирантуру под руководством профессора Л. Н. Власенко.
С 1979 года — концертмейстер Государственного академического театра оперы и балета им. Абая и ассистент-стажер Московской консерватории им. П. И. Чайковского.
С 1981 года являлась старшим преподавателем, доцентом, заведующей кафедрой специального фортепиано Алма-Атинской государственной консерватории им. Курмангазы.
С 1983 года — солистка Казахской государственной филармонии им. Джамбула.
С 1993 года — профессор Алматинской государственной консерватории.
В 1994 году основала «Авторскую школу Жании Аубакировой», работающую по современным образовательным методикам и технологиям.
С 1997 года по 2018 год — ректор Казахской национальной консерватории имени Курмангазы. Под её руководством в 2001 году вузу был присвоен статус национального.
В 1998 году по инициативе Жании организовано музыкальное агентство «Классика», которое с огромным успехом провело несколько международных проектов, включая  «Казахские сезоны во Франции», организовало концерты более чем в 18 странах, записало более 30 компакт дисков, более 20 музыкальных фильмов о казахстанских исполнителях.
В ноябре 2009 года Студенческий Симфонический оркестр Казахской национальной консерватории им. Курмангазы совершил гастрольное турне по пяти крупнейшим городам США: Лос-Анджелес, Сан-Франциско, Вашингтон, Бостон и Нью-Йорк по приглашению компании «IMJ artist» и спонсорстве компании «Шеврон». Молодые музыканты вместе со своим ректором народной артисткой РК Жанией Аубакировой выступили в самых известных залах мира — Кеннеди-центре и Карнеги-холле.
При её поддержке и участии были основаны:
- 2001 — Международная программа «Восходящие звёзды».
- 2002 — Колледж Жании Аубакировой (негосударственное учреждение образования, работающее по современным авторским методикам и технологиям.
- 2004 — магистерская программа «Arts Management», направленная на воспитание профессиональных менеджеров в сфере искусства и культуры; международный конкурс пианистов и фестивали современной музыки.

## Награды и звания
- 1983 — 2-й Гран-при и специальный приз «За лучшее исполнение произведений современных французских композиторов» на Международном конкурсе Маргарет Лонг и Жака Тибо во Франции
- 1985 — Гран-при Международного конкурса камерных ансамблей во Франции (Париж, совместно с Гаухар Мурзабековой)
- 1991 (26 ноября) — почётное звания «Народная артистка Казахская ССР»;
- 1998 — кавалер ордена искусств и литературы Франции
- 2001 — лауреат Независимой премии «Платиновый Тарлан»
- 2002 — лауреат Государственной премии Республики Казахстан
- 2003 — обладатель премии Европейской унии искусств имени Густава Малера
- 2008 — кавалер ордена общественного признания «Екатерина Великая» II степени «За укрепление дружбы между Казахстаном и Россией»
- 2008 — Орден Парасат
- 2009 — Нагрудный знак «За заслуги перед польской культурой»
- 2011 — Золотой Крест Заслуги (Польша)
- 2012 — Государственная премия мира и прогресса Первого Президента — Лидера нации
- 2016 — Юбилейная медаль «25 лет независимости Республики Казахстан»[3]
- 2018 — Почетный гражданин Шетского района[4]
- Награждён личным благодарственным письмом и нагрудным знаком Первого Президента Республики Казахстан.
- Награждён несколькими государственными и правительственными медалями Республики Казахстан.
- Почётный работник образования Республики Казахстан и «Отличник образования Республики Казахстана»
- 2020 (3 декабря) — Орден «Барыс» I степени[5]
- 2023 (17 сентября) — звание «Почётный гражданин города Алматы»;[6]

## Дискография в DVD
- Дуэт с Маратом Бисенгалиевым (скрипка)
- Концерт в зале Гаво (Франция)
- Концерт с Российским национальным оркестром (Россия)
- Концерт в церкви Сент-Луи (Франция)

## Книги
- Аубакирова Ж. Я. «Әке туралы сөз (Слово об отце). Страницы памяти», Алматы, 2009.
- Аубакирова Ж.Я. "Простая загадка ангела". Книга о Венере Ибраевой. Алматы, 2012
- Аубакирова Ж.Я. "Музыкальный голос Казахстана" (на казахском и русском языках), Алматы, 2014.
- Аубакирова Ж.Я.  "Мәженова М.: Ана жүрегінің әуені. Мелодия маминого сердца", 2014.
- Аубакирова Ж.Я. "Мәженова М.: Кемел ұстаз", Алматы, 2014.
- Аубакирова Ж. Я. "Вариации на темы", Алматы, 2018.

## Семья
Муж — Сапаргалиев Галым Габбасович — директор Авторской школы Жании Аубакировой.
Сыновья — Алмас, Алихан.